# Reynald Lemaître
Reynald Lemaître (Chambray-lès-Tours, 28 juni 1983) is een Franse voetballer (middenvelder) die sinds 2009 voor de Franse eersteklasser AS Nancy uitkomt. Eerder speelde hij voor SM Caen.